# محمد کشاورززاده
محمد کشاورز زاده (زاده ۸ مهر ۱۳۳۹ در کرج) دیپلمات ایرانی و سفیر جمهوری اسلامی ایران در کشور چین بین سالهای ۱۳۹۷ تا ۱۴۰۲ بود. وی پیشتر از ۱۳۸۷ تا ۱۳۹۱ سفیر ایران در ازبکستان و از ۱۳۷۶ تا ۱۳۸۰  سفیر ایران در ونزوئلا بود.

## درباره تله استقراض چین و ایران
او در گفتگویی با خبرآنلاین در تاریخ ۶ مهر ۱۴۰۳ عنوان نمود : موردی نداریم که چین از ایران سوءاستفاده کرده باشد، تله استقراض در مورد تهران صدق نمی‌کند